# Crème de cassis

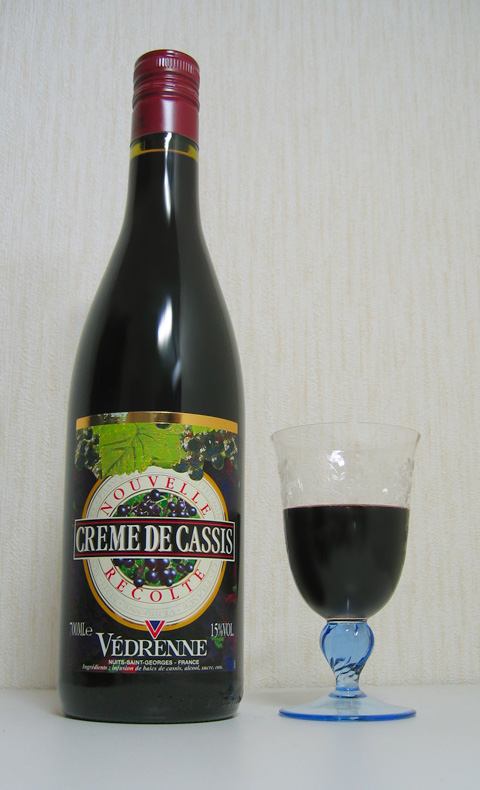
Crème de Cassis.

Crème de cassis, söt fransk likör av svarta vinbär som ofta används för att spetsa vitt vin, vilket ger kir. Crème de cassis går även att blanda med champagne för att skapa en kir royal.